# Beecroft Peninsula

Die Beecroft-Halbinsel befindet sich nordöstlich des Jervis Bay Territory (rechts oben, in Pink)

Die Beecroft-Halbinsel ist eine Halbinsel, die im Norden und Osten der Jervis Bay im südöstlichen Australien liegt. Sie bildet das nördliche Hauptland der Jervis Bay und gehört zum Bundesstaat New South Wales.

## Landschaft
Durch starke Winde und Wellen sind im Süden der Halbinsel zahlreiche Höhlen und Aushöhlungen entstanden. Die unterschiedliche heimische Flora und Fauna wurde in Nationalparks, dem Long Beach Reserve und Currarong Flora Reserve, erschlossen. Der Ort Currarong liegt im Nordosten der Halbinsel.